# 晶耀前滩
晶耀前滩又稱晶耀前滩CRYSTAL PLAZA，是位於中國上海市浦東新區上海前滩国际商务区的一個商業綜合體，由铁狮门与陆家嘴集团合作开发，建築面積為7万平方米。2019年8月开始试营业。